# The Unguided
The Unguided är ett svenskt metalcoreband från Falkenberg som startades 2010 av Richard Sjunnesson efter att han hade hoppat av sitt förra band Sonic Syndicate. Senare gick sångaren Roland Johansson, gitarristen Roger Sjunnesson (även de två var gamla medlemmar i Sonic Syndicate), trummisen John Bengtsson och basisten Henric Liljesand (tidigare i Dead by April) med i bandet.
2011 släppte bandet sitt debutalbum Hell Frost via skivbolaget Despotz Records. Skivan innehåller tre singlar.

## Medlemmar
Nuvarande medlemmar
- Richard Sjunnesson – sång, growl (2010— )
- Roger Sjunnesson  – rytmgitarr, keyboard (2010— )
- Fredrik Holmlund – basgitarr (2023— )
- Richard Schill – trummor (2012— )
- Jonathan Thorpenberg – sång, sologitarr (2016— )

Tidigare medlemmar
- Henric Carlsson (Henric Liljesand) – basgitarr (2011—2020 )
- Roland Johansson – sång, sologitarr (2010—2016)
- John Bengtsson – trummor (2010—2012)

Turnerande medlemmar
- Jonathan Thorpenberg – sång, sologitarr (2016)
- Jonas Vilander – basgitarr (2016)
- Per Qvarnstrom – trummor (2011)
- Kristoffer Lindh – basgitarr (2018)
- Mattias Lindblom – basgitarr (2018)

Bidragande musiker (studio)
- John Bengtsson – trummor (2011, 2012)
- Jonas Kjellgren – basgitarr (2011, 2012)
- Peter Tägtgren – sång (2011)
- Pontus Hjelm – keyboard (2011, 2012)
- Hansi Kürsch – sång (2014)
- Christoffer Andersson – sång
- Cat Cooke – sång (2016)

## Galleri

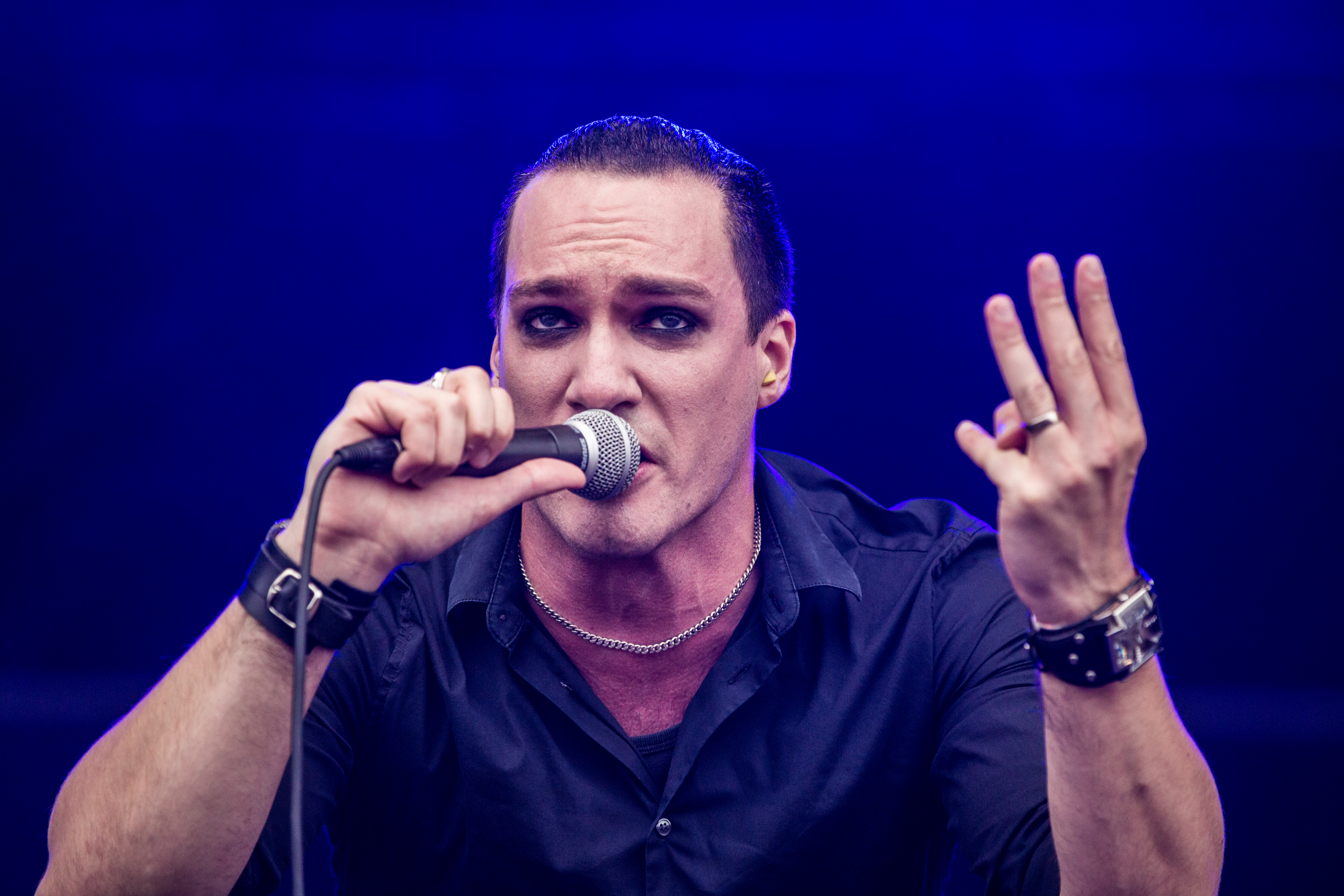
Richard Sjunnesson
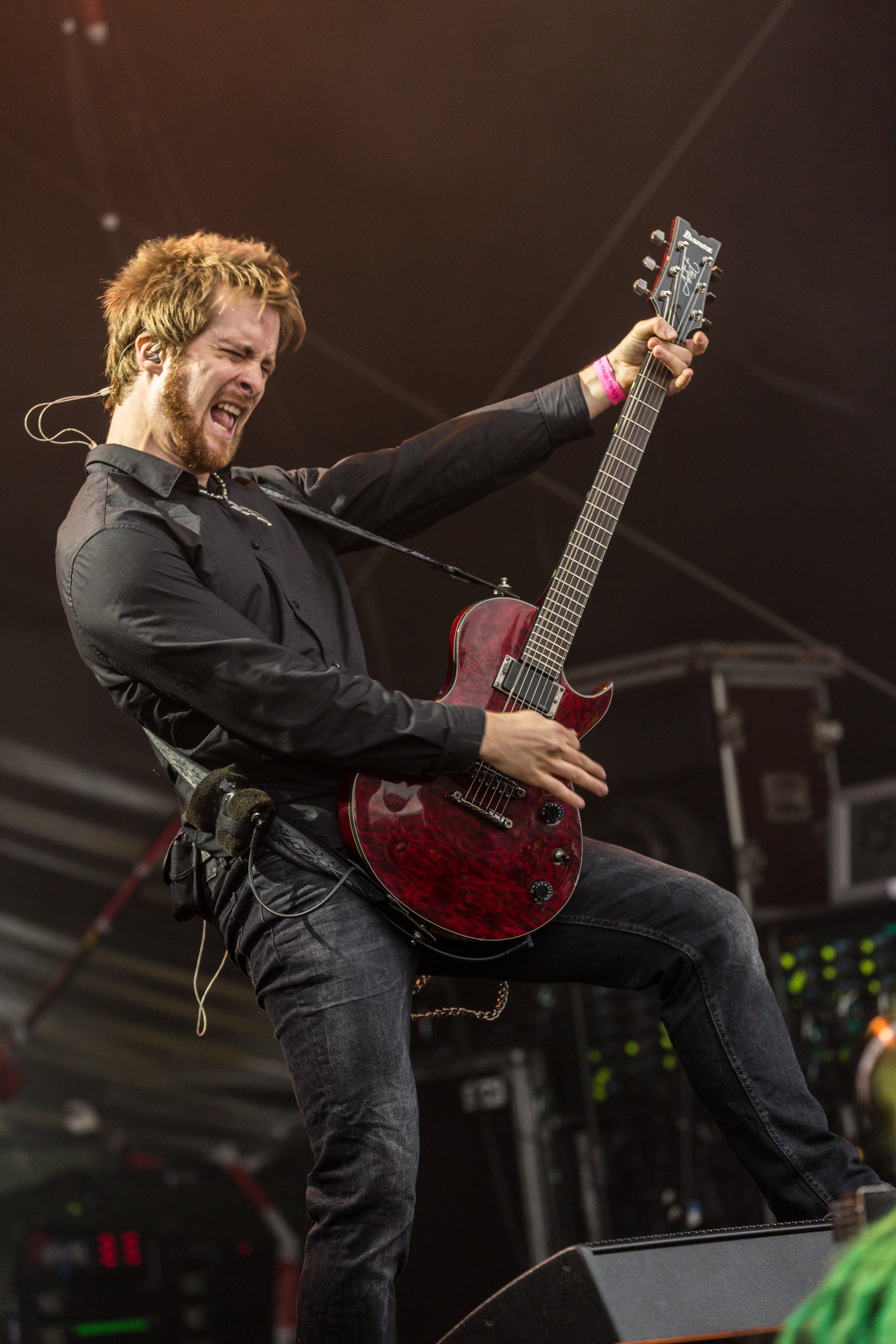
Roger Sjunnesson
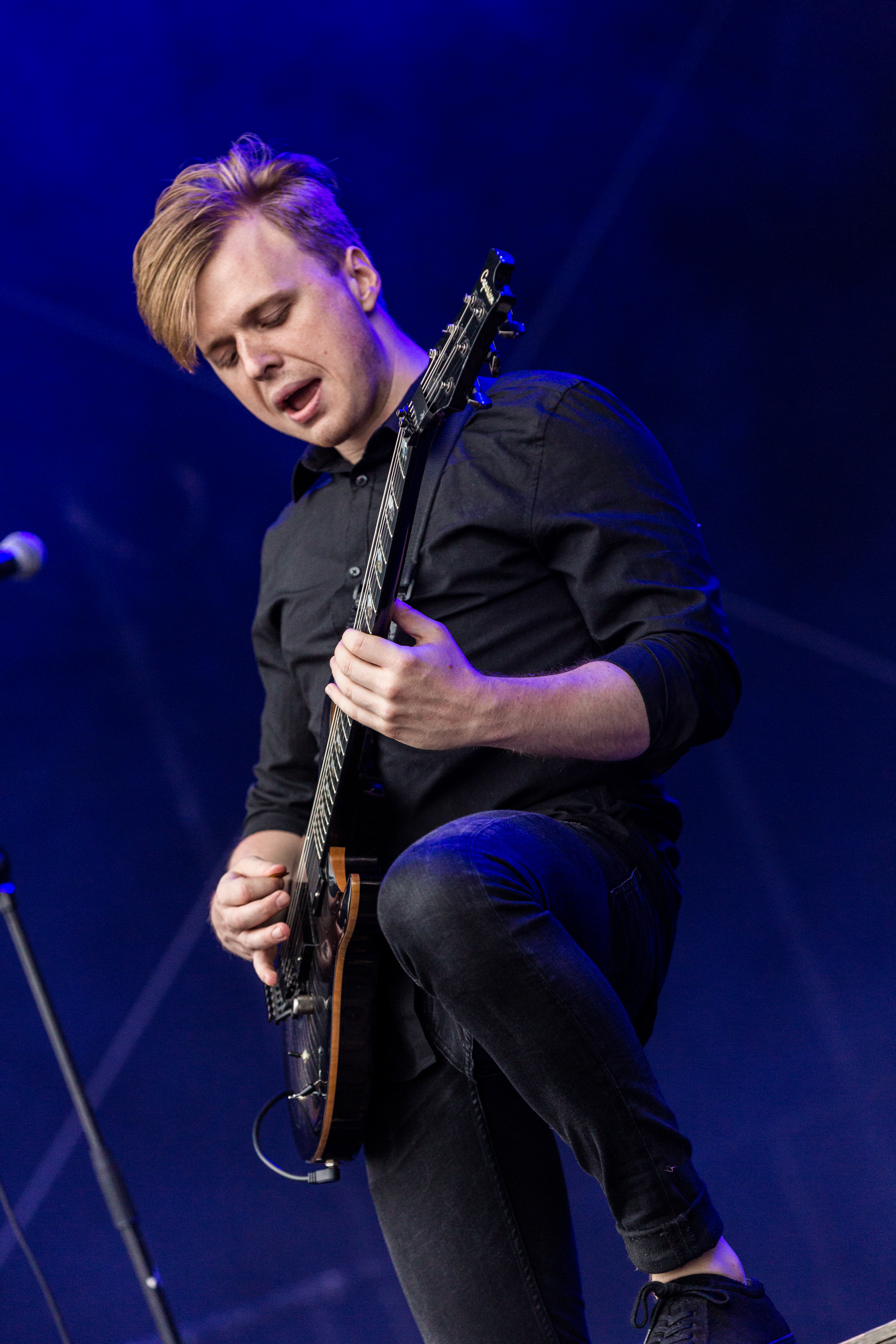
Jonathan Thorpenberg
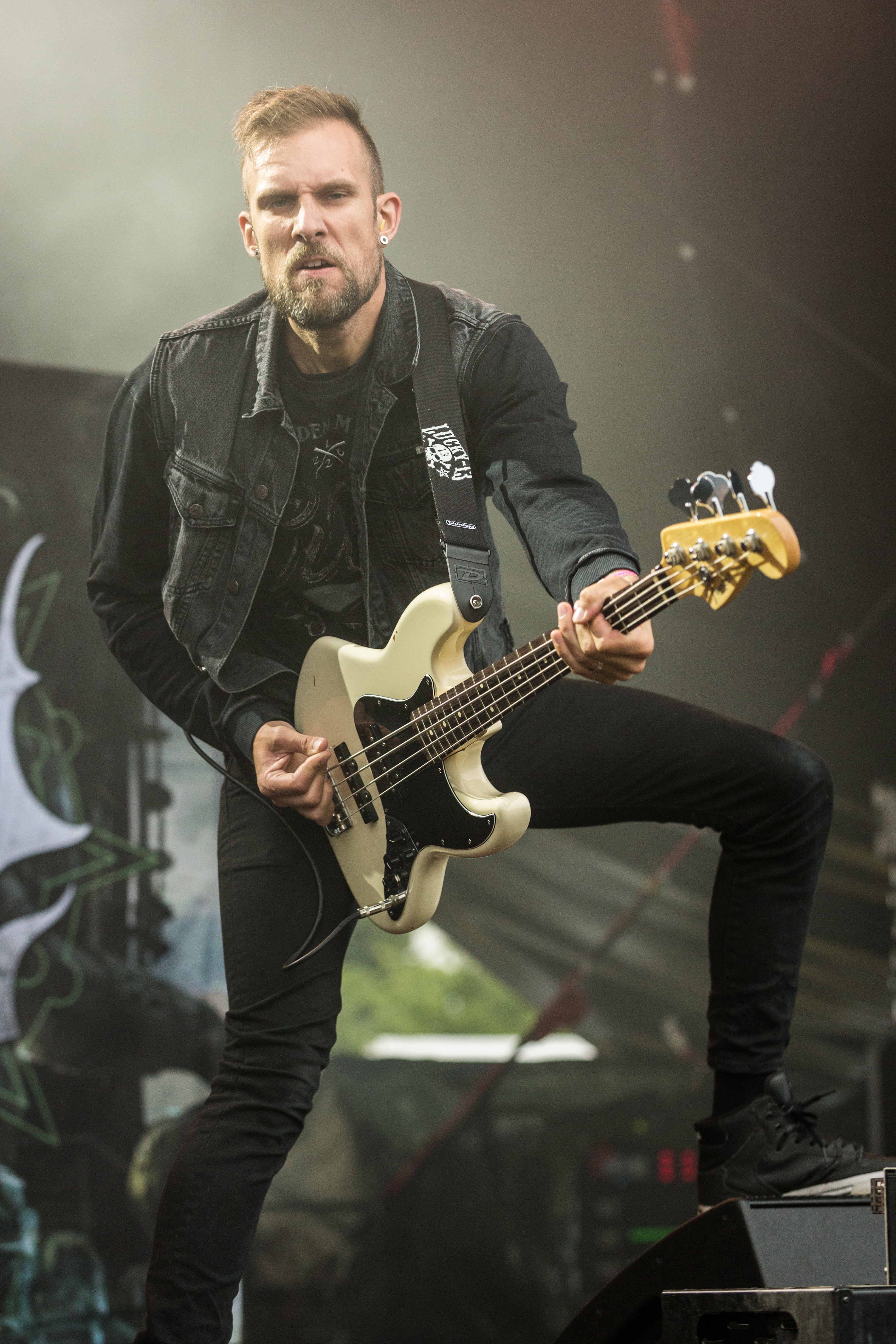
Henric Liljesand
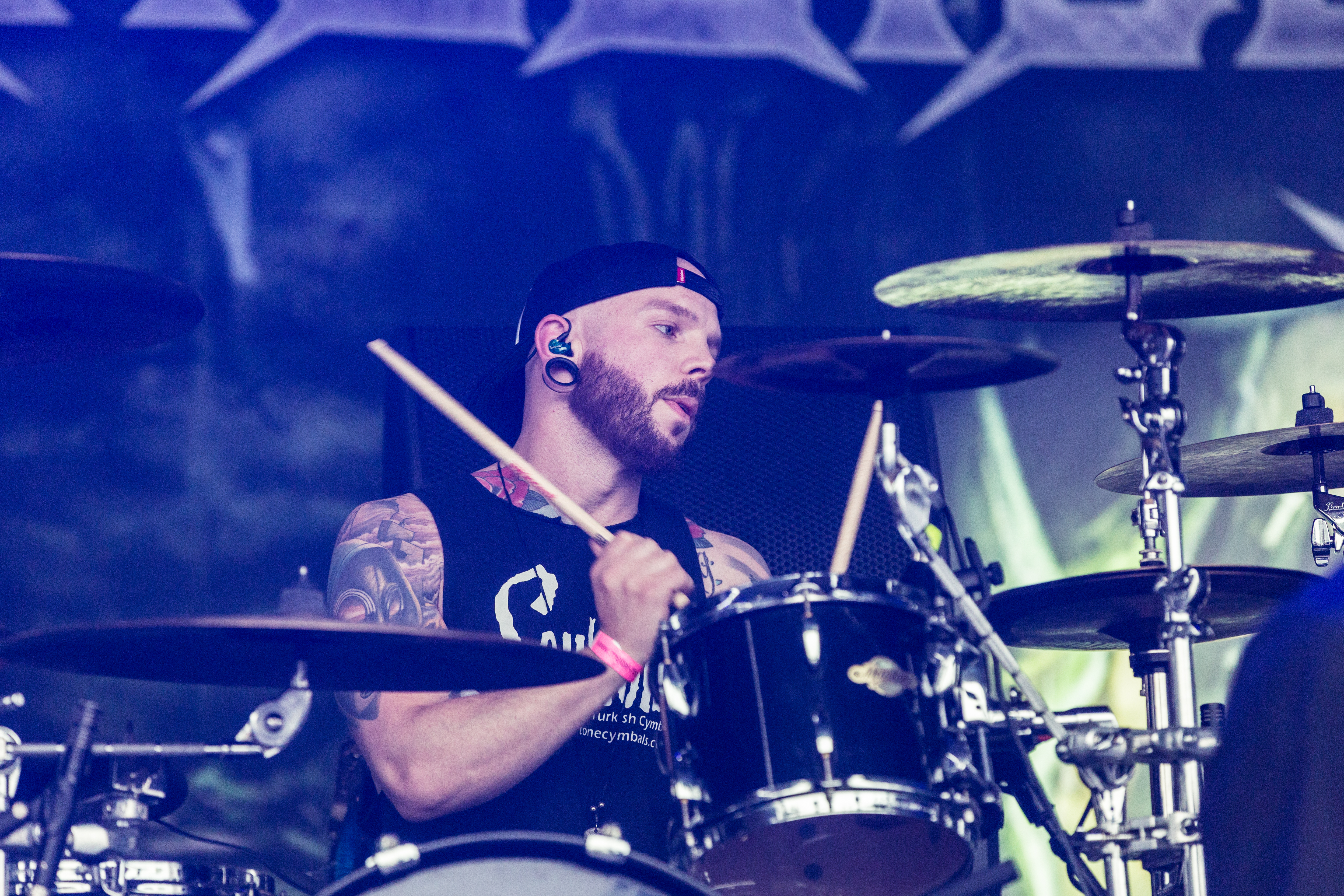
Richard Schill

## Diskografi
Studioalbum
- Hell Frost (2011)
- Fragile Immortality (2014)
- Lust and Loathing (2016)
- And the Battle Royale (2017)
- Father Shadow (2020)
- Hellven (2025)

EPs
- Nightmareland (2011)
- InvaZion (2012)
- Fallen Angels (2014)
- Royalgatory (2019)

Singlar
- "Betrayer of the Code" (2011)
- "Inherit the Earth" (2011)
- "Phoenix Down" (2012)
- "Deathwalker" (2012)
- "Inception" (2013)
- "Enraged" (2016)
- "Legendary" (2017)
- "The Heartbleed Bug" (2017)
- "Hell" (2024)

Samlingsalbum
- Pandora's Box - The Ultimate Hell Frost Collection (2012)